# 孔子 (電影)
，2010年上映的史詩电影，由周潤發來詮釋一角，胡玫所執導。

## 剧情
本片並沒有完整敘述孔子一生，只將孔子從五十一歲出任中都宰，周遊列國，直到他七十三歲病逝的經歷作為電影主軸。

## 演員表

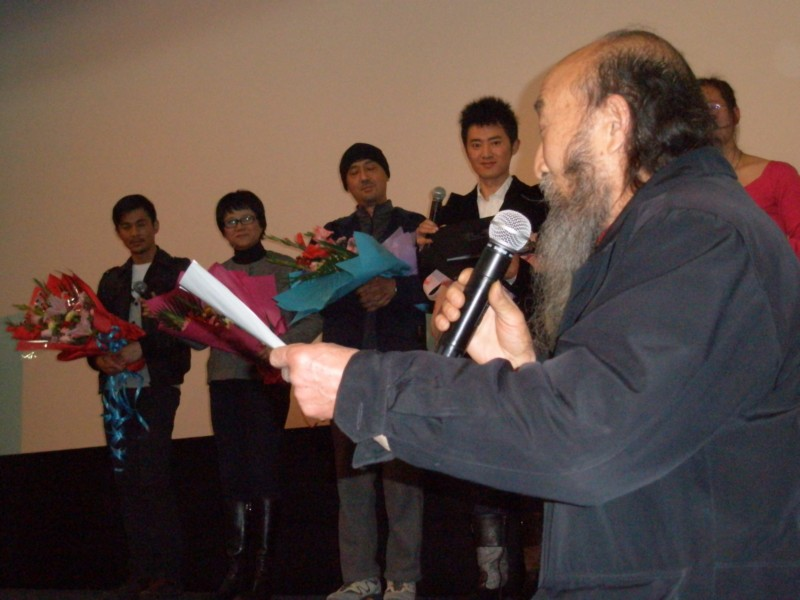
南京观众见面会

| 演員   | 角色 | 备注       |
| 周潤發 | 孔丘 |            |
| 周迅   | 南子 | 卫灵公夫人 |
| 许还山 | 老子 |            |

君侯
| 演員   | 角色   | 备注   |
| 姚橹   | 鲁定公 |        |
| 马精武 | 齐景公 |        |
| 毕彦君 | 卫灵公 |        |
| 王绘春 | 黎鉏   | 齐大夫 |
| 李桓   | 蒯聩   |        |

鲁国三桓
| 演員   | 角色     | 备注 |
| 陈建斌 | 季孙斯   |      |
| 陆毅   | 季孙肥   |      |
| 王斑   | 叔孙武叔 |      |
| 吴连生 | 孟孙何忌 |      |

家人
| 演員   | 角色   | 备注     |
| 凯丽   | 亓官氏 | 孔子妻   |
| 乔振宇 | 孔鲤   | 孔子之子 |
| 陈瑞   | 孔姣   | 孔子之女 |

弟子
| 演員   | 角色   | 备注     |
| 任泉   | 颜回   |          |
| 李文波 | 子路   |          |
| 马强   | 冉求   |          |
| 阚金明 | 子贡   |          |
| 高天   | 漆思弓 | 少年时期 |
| 刘峰超 | 漆思弓 | 青年时期 |
| 刘泳辰 | 公西赤 |          |
| 陈伟栋 | 曾参   |          |
| 王庆元 | 曾点   |          |
| 马勇   | 公伯寮 |          |
| 李春鹏 | 子游   |          |
| 陈列军 | 子羔   |          |
| 汤木春 | 子夏   |          |
| 骆明翰 | 冉雍   |          |

其他
| 演員   | 角色     | 备注 |
| 李欣汝 | 霓裳     |      |
| 龚洁   | 宫谒     |      |
| 张兴哲 | 公山狃   |      |
| 董子午 | 颜涿聚   |      |
| 谷洋   | 侯凡     |      |
| 黄文光 | 季氏家臣 |      |
| 纪永清 | 申居须   |      |
| 朱一龍 | 衛國特使 |      |
| 周建涛 | 乐硕     |      |

## 制作人员
- 总策划：于品海
- 出品人：韩三平、刘荣、岑建勋
- 导演：胡玫
- 监制：崔宝珠
- 后期制作总监：鲍德熹

## 外部連結
- 电影《孔子》官方网站
- Yahoo奇摩電影上《孔子：決戰春秋》的資料（繁體中文）
- MSN娛樂上《孔子：決戰春秋》的資料（繁體中文）

- 開眼電影網上《孔子：決戰春秋》的資料（繁體中文）
- 香港影庫上《孔子》的資料（繁體中文）
- 时光网上《孔子》的資料（简体中文）
- 豆瓣电影上《孔子》的資料 （简体中文）
- 爛番茄上《孔子》的資料（英文）
- AllMovie上《孔子》的资料（英文）
- 互联网电影数据库（IMDb）上《孔子》的资料（英文）